# (2731) Cucula
(2731) Cucula es un asteroide perteneciente al cinturón de asteroides descubierto el 21 de mayo de 1982 por Paul Wild desde el Observatorio de Berna-Zimmerwald, Suiza.

## Designación y nombre
Cucula recibió inicialmente la designación de 1982 KJ.
Más adelante, en 1983, se nombró a partir de la onomatopeya del canto del cuco, un pájaro abundante en los bosques cercanos al observatorio.

## Características orbitales
Cucula está situado a una distancia media de 3,198 ua del Sol, pudiendo acercarse hasta 2,593 ua y alejarse hasta 3,802 ua. Tiene una excentricidad de 0,189 y una inclinación orbital de 13,33 grados. Emplea 2089 días en completar una órbita alrededor del Sol.

## Características físicas
La magnitud absoluta de Cucula es 10,8. Tiene 50,88 km de diámetro y emplea 61,55 horas en completar una vuelta sobre su eje. Su albedo se estima en 0,0358.